# Jurinia analis
Jurinia analis là một loài ruồi trong họ Tachinidae.